# Astrodictyum panamense
Astrodictyum panamense är en ormstjärneart som först beskrevs av Addison Emery Verrill 1867.  Astrodictyum panamense ingår i släktet Astrodictyum och familjen medusahuvuden. Inga underarter finns listade i Catalogue of Life.